# Abel Bonnard

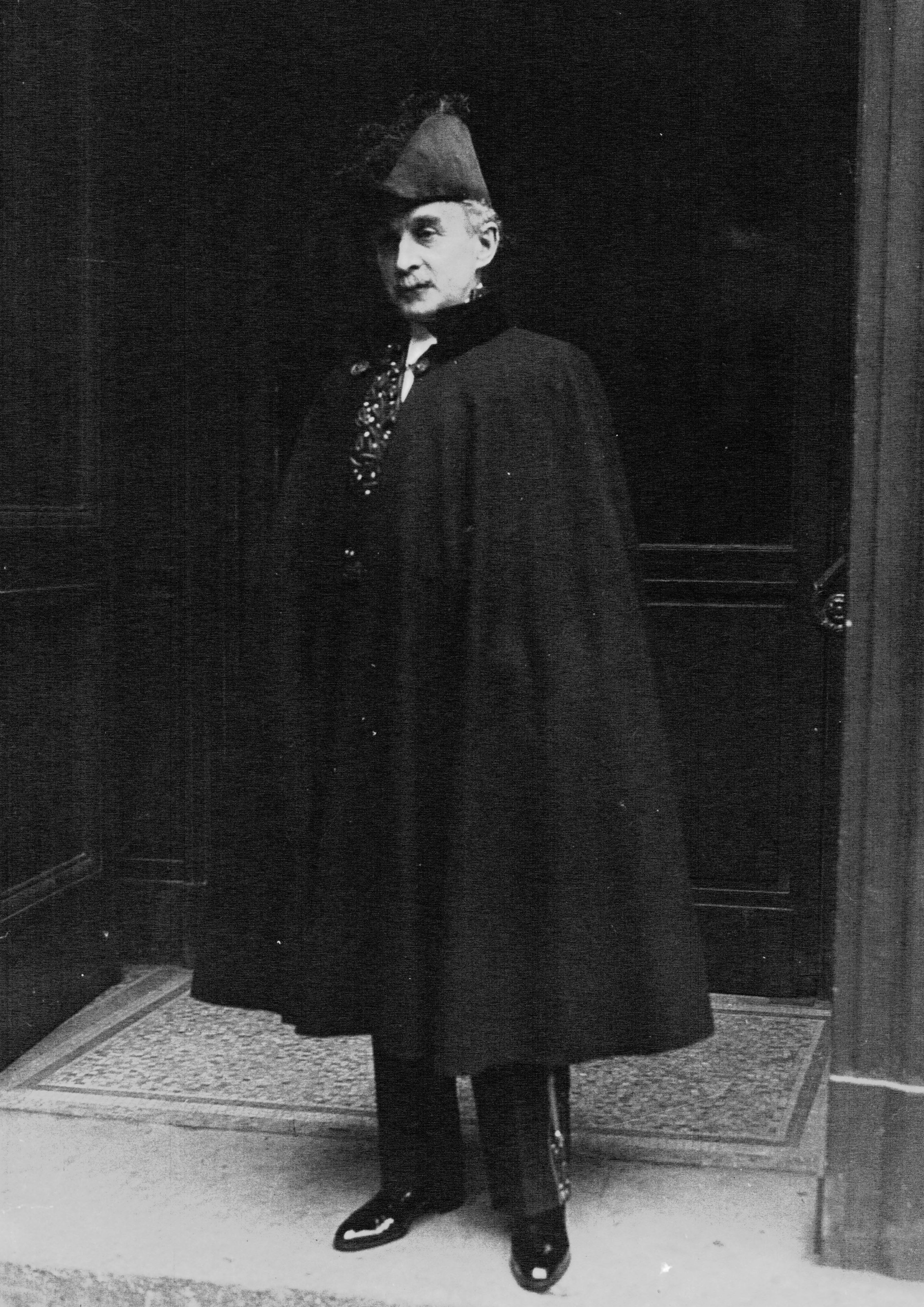
Abel Bonnard, 1933

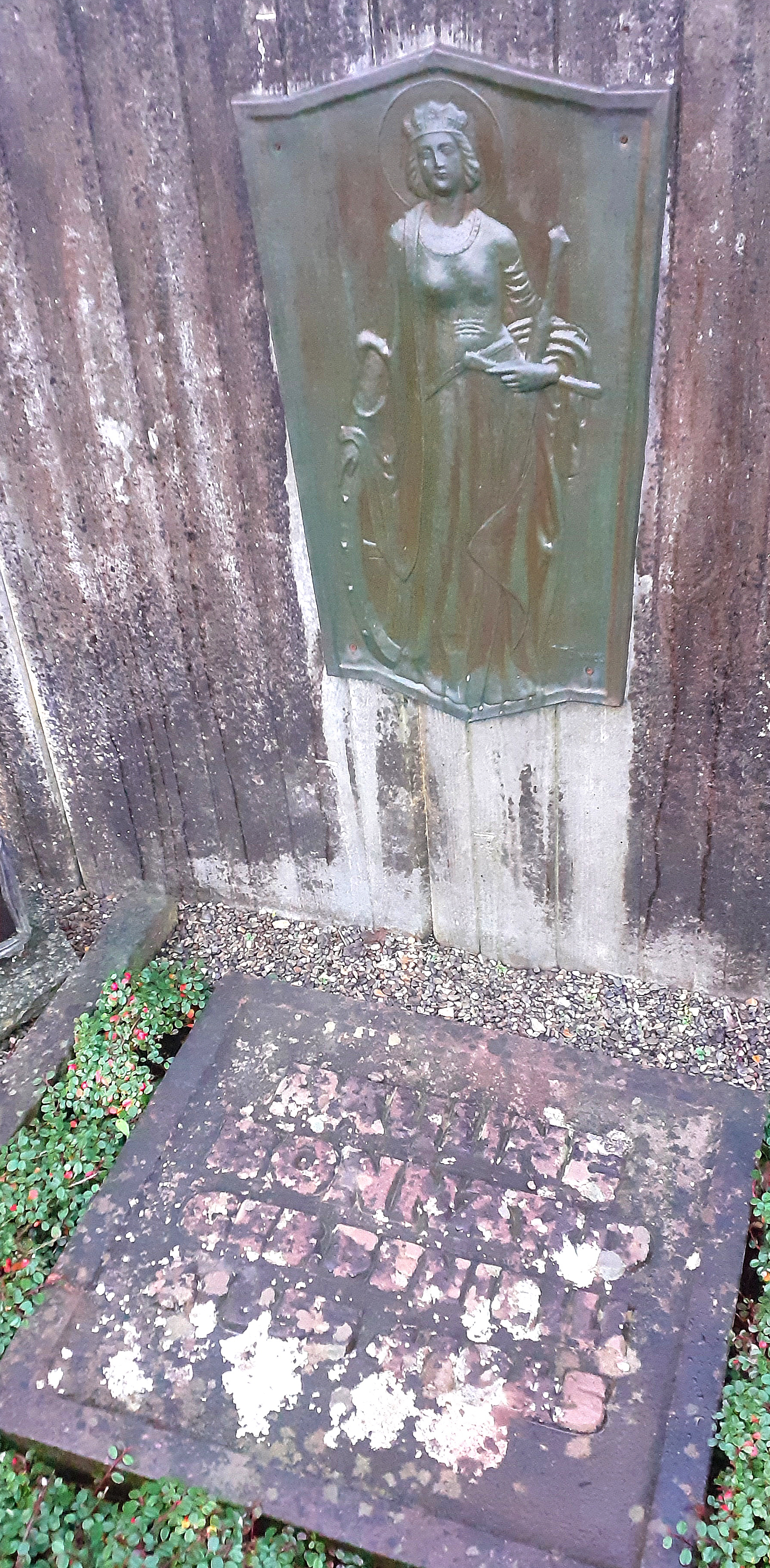
Sigmaringen: Grab der Mutter, Pauline Bonnard

Abel Bonnard (* 19. Dezember 1883 in Poitiers; † 31. Mai 1968 in Madrid) war ein französischer Dichter und Romanschriftsteller. Er beteiligte sich an der Kollaboration mit der deutschen Besatzung Frankreichs.

## Leben
Sein leiblicher Vater war Graf Joseph Primoli (1851–1927), Urgroßneffe Napoleons, der eine außereheliche Beziehung mit Pauline Bonnard, geb. Benielli (1855–1945) hatte. Seine frühe Erziehung begann in Marseille mit Sekundärstudien am Lycée Louis-Le-Grand in Paris. Als Literaturstudent war er ein Absolvent der École du Louvre.
Politisch gesehen war Bonnard ein Anhänger von Charles Maurras, und seine Ansichten entwickelten sich in den 1930er Jahren Richtung Faschismus. Für die Pariser Zeitung Le Journal führte er 1937 ein Interview mit Hitler über dessen Sozialpolitik. Außerdem kam es zu einem Zusammentreffen mit Göring. Er nahm an dem 1941 von der nationalsozialistischen deutschen Kulturpropaganda organisierten Weimarer Dichtertreffen teil und wurde Minister für Nationalerziehung unter dem Vichy-Regime (1942–1944). Das traditionsreiche Schulgeschichtswerk von Albert Malet und Jules Isaac verbot er, damit jungen Franzosen nicht die Geschichte Frankreichs von einem Isaac gelehrt wird. In der Funktion des Erziehungsministers hielt er am 15. Mai 1942 vor dem Eröffnungsredner Staatssekretär Jacques Benoist-Méchin die Begrüßungsansprache anlässlich der feierlichen Eröffnung der Arno-Breker-Ausstellung im Musée de l’Orangerie, einem Hauptereignis der kulturellen Kollaboration im besetzten Frankreich.
Der nationalistische politische Satiriker Jean Galtier-Boissière gab ihm den Spitznamen „la Gestapette“, was ein Portmanteau von Gestapo und „tapette“, ein umgangssprachlicher Begriff für einen Homosexuellen, darstellte. Dieser Name sowie die Zuschreibung von seiner angeblichen sexuellen Orientierung wurden in der Folge breit bekannt. Von den Nationalsozialisten wurde er im September 1944 in die Sigmaringer Enklave der Vichy-Regierung verbracht. Dort schlossen er sowie Justizminister Gabolde, Industrieminister Bichelonne und der vormalige Informationsminister Marion sich dem Protest von Staatschef Pétain und Premier Laval an, nicht an der von Hitler gewünschten Bildung einer faschistischen Regierung unter Jacques Doriot teilzunehmen. Obwohl Bonnard noch im Juli 1944 ein stärkeres Engagement an der Seite des Dritten Reiches gefordert hatte, wurde durch diese späte, politische Zurückhaltung sein Amt bis April 1945 zu einem „schlafenden Ministerium“. Durch die Ehe seiner Mutter mit Ernest Bonnard hatte er außerdem einen jüngeren Halbbruder (den Juristen Eugène Bonnard), der zwar mit nach Sigmaringen geflohen war, aber – wie Abels Tagebuch zu entnehmen ist – gänzlich gegen dessen Arbeit für die deutschfreundliche Vichy-Regierung eingestellt war. In dieser Zeit starb die gemeinsame Mutter Pauline am 4. März 1945 in Sigmaringen – ihr Grab ist das einzig verbliebene aus der Zeit der französischen Vichy-Enklave auf dem dortigen Friedhof.
Abel Bonnard war eines der vier Mitglieder der Académie française, die nach dem Zweiten Weltkrieg wegen Kollaboration mit Deutschland vom Institut ausgeschlossen wurden. Als Ende der 1950er die Frage aufkam, ob der Vichy-Regime-Kollaborateur Paul Morand einen Sitz in der Akademie erhalten sollte, hatte de Gaulle u. a. Bedenken, dass wenn er diesen erhalten würde, auch die 1946 (von de Gaulle bewilligte) erfolgte Berufung Jules Romains (als Bonnards Nachfolger) in Frage gestellt werden könnte: Romains war zwar 1940 ins amerikanische Exil gegangen, hatte aber in den 1930ern im profaschistischen Comité-France-Allemagne mitgewirkt. Im Sterbejahr Bonnards, 1968, erhielt Morand den Sitz in der Académie française trotz de Gaulles Widerstand dann doch – nach dem Ausscheiden von Maurice Garçon.
Bonnard jedenfalls war in Abwesenheit wegen seiner Tätigkeiten in Kriegszeiten im Juli 1945 zum Tode verurteilt worden. Er flüchtete im selben Flugzeug wie Laval am 2. Mai 1945 von Norditalien nach Barcelona und wurde im Montjuïc inhaftiert. Von der spanischen Regierung, die zunächst ihre erneute Ausreise verlangt hatte und sie nach ihrer Weigerung festsetzen ließ, wurde ihm unter dem Diktator Francisco Franco im Unterschied zu Pierre Laval Asyl gewährt.
1960 kehrte Bonnard nach Frankreich zurück, um seinem Wiederaufnahmeverfahren beizuwohnen. Er versuchte seine einstige Begeisterung für Hitler zu relativieren und die bildungspolitische Etablierung von Elementen der NS-Ideologie in seiner Amtszeit durch eine später zu erwartende Würdigung zu rechtfertigen. Er wurde zu einer symbolischen Strafe von 10 Jahren Verbannung ab 1945 verurteilt. Er war jedoch mit dem Schuldspruch unzufrieden und kehrte nach Spanien zurück, wo er für den Rest seines Lebens lebte und nach seinem Tod auf dem Friedhof San Lorenzo und San José begraben wurde.

## Werke
- 1906 Les Familiers
- 1908 Les Histoires
- 1908 Les Royautés
- 1913 La Vie et l’Amour
- 1914 Le Palais Palmacamini
- 1918 La France et ses morts
- 1924 Notes de voyage: En Chine (1920–1921), 2 vol.
- 1926 Éloge de l’ignorance
- 1926 La vie amoureuse d’Henri Beyle
- 1927 L’Enfance
- 1928 L’Amitié
- 1928 L’Argent
- 1929 Saint François d’Assise
- 1931 Rome
- 1936 Le drame du présent: Les Modérés
- 1937 Savoir aimer
- 1939 L’Amour et l’Amitié
- 1941 Pensées dans l’action
- 1992 Ce monde et moi